# LC Busre
LC Perú była peruwiańską linią lotniczą z siedzibą w Limie. Obsługiwała regionalne połączenia lotnicze ze swojej bazy. 

## Flota
Stan floty na grudzień 2018:
- Bombardier Dash 8-200 - 1
- Bombardier Dash 8-400 - 3
- Boeing 737-500 - 4

Zamówienia
- Boeing 737-900ER - 2

## Połączenia
Peru
- Andahuaylas (Port lotniczy Andahuaylas)
- Arequipa (Port lotniczy Arequipa-Rodriguez Ballón)
- Ayacucho (Port lotniczy Ayacucho-Coronel FAP Alfredo Mendivil Duarte)
- Cajamarca (Port lotniczy Cajamarca-Mayor General FAP Armando Revoredo Iglesias)
- Chiclayo (Port lotniczy Chiclayo-Capitan FAP Jose A. Quinones Gonzales)
- Cusco (Port lotniczy Cusco-Alejandro Velasco Astete)
- Huánuco (Port lotniczy Huanuco-Alférez FAP David Figueroa Fernandini)
- Huaraz (Port lotniczy Anta-Comandante FAP German Arias Graziani)
- Lima (Port lotniczy Lima-Jorge Chávez) hub
- Pucallpa (Port lotniczy Pucallpa-FAP Captain David Abenzur Rengifo)
- Tingo María (Port lotniczy Tingo María)
- Trujillo (Port lotniczy Trujillo-Capitan FAP Carlos Martinez de Pinillos)